# الميدان (الرضمة)

تعديل مصدري - تعديل

الميدان  هي إحدى حارات مدينة الرضمة بمحافظة إب، بلغ تعداد سكانها 360 نسمة حسب تعداد اليمن لعام 2004.